# Sean Dunphy
Pour les articles homonymes, voir Dunphy.
Sean Dunphy, né le 30 novembre 1937 à Dublin et mort le 17 mai 2011 dans la même ville, est un chanteur irlandais. Il a participé en tant que chanteur principal avec le groupe The Hoedowners sous le nom Sean Dunphy and the Hoedowners.
Il est connu notamment pour avoir représenté l'Irlande au Concours Eurovision de la chanson 1967 à Vienne, avec la chanson If I Could Choose.

## Discographie

### Singles

#### avec The Hoedowners
| Année | Single                                  | Classement |
| Année | Single                                  | IRMA       |
| ----- | --------------------------------------- | ---------- |
| 1966  | Wonderful World of My Dreams            | 3          |
| 1966  | Showball Crazy                          | 2          |
| 1967  | 4033                                    | 17         |
| 1967  | If I Could Choose                       | 2          |
| 1967  | Talking Love                            | 13         |
| 1968  | Two Loves                               | 2          |
| 1968  | Christmas Polka                         | 2          |
| 1969  | Lonely Woods of Upton                   | 1          |
| 1969  | When the Fields Were White with Daisies | 1          |
| 1970  | The Old Fenian Gun                      | 5          |
| 1970  | The Old Refrain                         | 19         |
| 1972  | There's an Island in the Sun            | 10         |
| 1972  | Michael Collins                         | 12         |
| 1973  | Pal of My Cradle Days                   | 3          |

#### en solo
| Année | Single                        | Classement  | Classement | Classement |
| Année | Single                        | RPM Country | RPM AC     | IRMA       |
| ----- | ----------------------------- | ----------- | ---------- | ---------- |
| 1972  | Fields of Green               | —           | 3          | —          |
| 1972  | And the Old House Died        | 47          | —          | —          |
| 1972  | The Great White Horse         | 23          | —          | —          |
| 1977  | Santa Claus Is Coming Tonight | —           | —          | 14         |
| 1979  | Rosie                         | —           | —          | 30         |